# Municipio de Hon
El municipio de Hon (en inglés: Hon Township) es un municipio ubicado en el condado de Scott en el estado estadounidense de Arkansas. En el año 2010 tenía una población de 383 habitantes y una densidad poblacional de 5,67 personas por km².

## Geografía
El municipio de Hon se encuentra ubicado en las coordenadas 34°56′51″N 94°11′10″O / 34.94750, -94.18611. Según la Oficina del Censo de los Estados Unidos, el municipio tiene una superficie total de 67.5 km², de la cual 67,06 km² corresponden a tierra firme y (0,64 %) 0,43 km² es agua.

## Demografía
Según el censo de 2010, había 383 personas residiendo en el municipio de Hon. La densidad de población era de 5,67 hab./km². De los 383 habitantes, el municipio de Hon estaba compuesto por el 85,12 % blancos, el 3,92 % eran amerindios, el 3,66 % eran asiáticos, el 5,48 % eran de otras razas y el 1,83 % eran de una mezcla de razas. Del total de la población el 7,57 % eran hispanos o latinos de cualquier raza.